# Torneo internacional de ajedrez de Alcubierre
El Torneo Internacional de Ajedrez de Alcubierre es una competición que tiene lugar en Alcubierre (Huesca, España) cada verano desde 2007.
Incluye una exhibición de partidas simultáneas con un campeón o subcampeón del mundo o un Gran Maestro de primer nivel mundial.
La primera edición (2007) fue presentada en el Palacio de Pignatelli con la presencia de Anatoly Karpov, Álvaro Burell, director general de Deporte del Gobierno de Aragón, María Antonia Brusau, Manuel Conte, presidente de la Comarca de los Monegros, José Luis Pellicer, presidente de la Federación Aragonesa de Ajedrez y Álvaro Amador, alcalde de Alcubierre.

## Resultados
| N.º  | Fechas                            | Simultáneas                                              | Simultáneas | Torneo | Torneo                             | Ref.                 |
| N.º  | Fechas                            | Invitado                                                 | Resultado   | Part.  | Ganador                            | Ref.                 |
| ---- | --------------------------------- | -------------------------------------------------------- | ----------- | ------ | ---------------------------------- | -------------------- |
| I    | 28 y 29 de julio de 2007          | Anatoly Kárpov (Rusia) Campeón mundial                   | +16 =1 -0   | 70     | Roberto Cifuentes (Chile / España) | [ 2 ] [ 3 ]          |
| II   | 15 y 16 de agosto de 2008         | Veselin Topalov (Bulgaria) Campeón mundial               | +22 =2 -0   | ¿?     | Roberto Cifuentes (Chile / España) | [ 4 ] [ 5 ]          |
| III  | 18 y 19 de julio de 2009          | Boris Spassky (Francia) Campeón mundial                  | +14 =2 -0   | >70    | Roberto Cifuentes (Chile / España) | [ 6 ]                |
| IV   | 31 de julio y 1 de agosto de 2010 | Francisco Vallejo (España) Campeón mundial sub-18        | +17 =0 -0   | 80     | Diego del Rey (Argentina)          | [ 7 ] [ 8 ] [ 9 ]    |
| V    | 30 y 31 de julio de 2011          | Ljubomir Ljubojević (Serbia) Gran Maestro                | +15 =1 -0   | 77     | Roberto Cifuentes (Chile / España) | [ 10 ] [ 11 ] [ 12 ] |
| VI   | 21 y 22 de julio de 2012          | Jan Timman (Países Bajos) Subcampeón mundial             | +13 =5 -0   | 82     | Roberto Cifuentes (Chile / España) | [ 13 ]               |
| VII  | 20 y 21 de julio de 2013          | Miguel Illescas (España) Campeón de España (8 ocasiones) | +15 =1 -0   | 92     | Roberto Cifuentes (Chile / España) | [ 14 ]               |
| VIII | 19 y 20 de julio de 2014          | Nigel Short (Gran Bretaña) Subcampeón mundial            | +19 =1 -0   | 103    | Roberto Cifuentes (Chile / España) | [ 15 ]               |
| IX   | 18 y 19 de julio de 2015          | Ruslán Ponomariov (Ucrania) Campeón mundial              | +18 =0 -0   | 105    | Karen Movsziszian (Armenia)        | [ 16 ]               |
| X    | 30 y 31 de julio de 2016          | Yifan Hou (China) Campeona mundial                       | +17 =1 -0   | 103    | Slobodan Kovačević (Serbia)        | [ 17 ]               |
| XI   | 22 y 23 de julio de 2017          | David Antón (España) Subcampeón de Europa                | +21 =0 -0   | 94     | Julio Granda (Perú)                | [ 18 ]               |
| XII  | 21 y 22 de julio de 2018          | Anna Muzychuk (Ucrania) Campeona mundial                 | +24 =0 -0   | 109    | Daniel Forcén (España)             | [ 19 ]               |
| XIII | 20 y 21 de julio de 2019          | Vlastimil Hort (República Checa) Gran Maestro            | +16 =1 -0   | 114    | Enrique Tejedor (España)           | [ 20 ] [ 21 ] [ 22 ] |